# مهسا قربانی
مهسا قربانی (زادهٔ ۱۳۶۸، تهران) داور فوتبال اهل ایران است. او دانش‌آموختهٔ کارشناسی ارشد رشتهٔ مدیریت بازاریابی ورزشی است. قربانی در مسابقات لیگ برتر فوتبال زنان ایران داوری می‌کند و از سال ۲۰۱۷ داور بین‌المللی فیفا است. او نخستین داور فوتبال زن ایرانی می‌باشد که مسابقهٔ مردان را قضاوت کرده است. همچنین وی یکی از نامزدهای داوری در مسابقات جام جهانی ۲۰۲۳ زنان بود.
مهسا قربانی قرار بود در اتاق VAR دربی ۱۰۳ تهران حضور داشته باشد، اما با مخالفت‌های گسترده در حکومت و حتی رسانه‌های حکومتی، این اتفاق نیفتاد. او حتی فرصت حضور در جام جهانی ۲۰۲۲ قطر را هم از دست داد، چون «به جرم زن بودن» نتوانسته بود مسابقات فوتبال مردان را در فوتبال داخلی، قضاوت کند.
مهسا قربانی، به دلیل فشارهای امنیتی، ایران را ترک کرد. قربانی پس از مصاحبه اخیرش دربارهٔ مشکلات داوران زن در ایران و بازنشر آن در ایران اینترنشنال از سوی دستگاه‌های امنیتی جمهوری اسلامی مورد تهدید و فشار قرار گرفت.